# Almásfüzitő

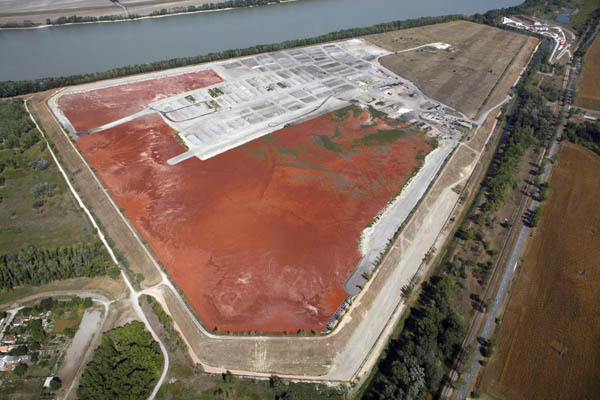
Odkaliště s červeným kalem v Almásfüzitő

Almásfüzitő je velká průmyslová obec v Maďarsku, která se nachází v župě Komárom-Esztergom, spadající pod okres Kisbér. Nachází se u břehu Dunaje, těsně u hranic se Slovenskem, asi 2 km východně od Komáromu. 

## Základní informace
Sousedními vesnicemi jsou Dunaalmás, Naszály a Szomód, sousedními městy Komárom a Tata. Na druhé straně Dunaje, přes který zde neexistuje most, jsou slovenské obce Iža (maďarsky Izsa), Patince (maďarsky Path) a Potkanovo (maďarsky Patkányospuszta). Samotné Almásfüzitő se dělí na dvě části: Almásfüzitő a Nagykolónia. Sídlo se sice jmenuje Almásfüzitő, většina obyvatel je ale koncentrována ve větší Nagykolónii, kvůli vzdálenější poloze od průmyslové oblasti a odkaliště, a snadnějším podmínkám k životu.

## Obyvatelstvo
V roce 2015 zde žilo 2 047 obyvatel, z nichž jsou 86,5 % Maďaři, 1 % Romové, 0,7 % Němci, 0,4 % Slováci a 0,4 % Rumuni.

## Doprava
V obci se nechází železniční stanice Almásfüzitő a Almásfüzitő felső. Obcí prochází trať Budapešť–Hegyeshalom–Rajka (MÁV 1).

## Historie
První písemná zmínka o obci pochází z roku 1001, během turecké okupace byla obec vylidněna. V roce 1854 zde byla uvedena do provozu továrna na cukr, ta však v roce 1899 vyhořela. V roce 1904 byla zahájena výstavba nové továrny, která byla dokončena v roce 1908. V roce 2018 zde byla firmou Photon Energy zahájena stavba solárních panelů.

## Zajímavosti
Obec je známá tím, že se zde nachází jedno ze čtyř odkališť v Maďarsku. Před rokem 2015, než byla přijata opatření, se vzduch z odkaliště šířil do domů v Almásfüzitő a to sousedního Dunaalmásu, kontaminoval je a způsoboval závažná dýchací onemocnění. Odkaliště má rozlohu asi 200 ha a obsahuje 12 milionů m³ červeného kalu. Pokud by došlo k protržení, kvůli své poloze u Dunaje by se pravděpodobně jednalo o ještě větší ekologickou katastrofu než protržení hráze odkaliště u Ajky.